# SATCO
SATCO (Servicio Aéreo de Transporte Comercial), era una aerolínea estatal del Perú formada en 1960 como resultado de la reorganización de Transportes Aéreos Militares (Perú) - TAM Perú, otra aerolínea estatal, que fue fundada en 1946. Bajo el nombre de SATCO, operó desde el año 1960 hasta 1973, año en que se convirtió en AeroPerú. Realizaba vuelos nacionales de pasajeros y de carga, y tenía como base el Aeropuerto Internacional Jorge Chávez.

## Antiguos destinos
| País | Destinos    | Aeropuertos                                                      |
| ---- | ----------- | ---------------------------------------------------------------- |
| Perú | Arequipa    | Aeropuerto Internacional Rodríguez Ballón                        |
| Perú | Chachapoyas | Aeropuerto de Chachapoyas                                        |
| Perú | Iquitos     | Aeropuerto Internacional Coronel FAP Francisco Secada Vignetta   |
| Perú | Juanjuí     | Aeropuerto de Juanjuí                                            |
| Perú | Juliaca     | Aeropuerto Internacional Inca Manco Cápac                        |
| Perú | Lima        | Aeropuerto Internacional Jorge Chávez (HUB)                      |
| Perú | Moyobamba   | Aeródromo de Moyobamba                                           |
| Perú | Piura       | Aeropuerto Internacional Capitán FAP Guillermo Concha Iberico    |
| Perú | Pucallpa    | Aeropuerto Internacional Capitán FAP David Abensur Rengifo       |
| Perú | Rioja       | Aeropuerto Juan Simons Vela                                      |
| Perú | Tarapoto    | Aeropuerto Cadete FAP Guillermo del Castillo Paredes             |
| Perú | Trujillo    | Aeropuerto Internacional Capitán FAP Carlos Martínez de Pinillos |

## Flota histórica
| Aeronaves               | Total | Introducido | Retirado | Matrículas |
| ----------------------- | ----- | ----------- | -------- | --- |
| Curtiss C-46 Commando   | 6     | 1961        | 1973     | OB-R-948, OB-XAI (rrg. OB-R-542), OB-XAM-578 (rrg. OB-R-578), OB-XAN-579 (rrg. OB-R-579), OB-XAO-580 (rrg. OB-R-580) y OB-XAL-577 (rrg. OB-R-577) |
| Douglas DC-4/C-54       | 7     | 1966        | 1973     | OB-XAY-705, OB-R-949, OB-R-862, OB-T-1279, OB-XAZ-710, OB-XAX-704 y OB-R-894                                                                      |
| Fokker F28 Fellowship   | 2     | 1973        | 1973     | OB-R397 (rrg. OB-R1020) y OB-R398 |
| Lockheed L-100 Hercules | 2     | 1970        | 1973     | OB-R-956 y OB-R-1004 |